# Nyboder Skole
Nyboder Skole ligger på Øster Voldgade 15 på Østerbro i København, og er nu nyrenoveret.
Skolen ligger tæt på Østerport Station og blev opført 1918-1920 som følge af en stor vækst i børnetallet i Nyboder-kvarteret.

## Bunkeren
Under besættelsen blev skolen besat af tyskerne 10. april 1940 og frem til 21. maj 1941. Eleverne blev i denne periode undervist på fire naboskoler. Ved siden af skolen (på Øster Voldgade 19) var der bygget en tysk kommandobunker dybt under jorden. Bunkeren, der havde flere meter tykke mure, blev benyttet til forsvar af København og var forsynet med gassluser.
Senere flyttede tyskerne deres militære hovedkvarter til Silkeborg, se (Silkeborg Bunker Museum).
Oven over bunkeren var der i mange år en mindre sportsplads. Nu er der bygget en multihal. Bunkeren findes stadig, og vedligeholdes nu af Københavns Brandvæsen. Der findes 3 bunkere på stedet. Nyboder store bunker, Nyboder lille Bunker og en forstærket kælder i forbindelse med den oprindelige inspektørvilla.
26. oktober 1942 blev skolen igen beslaglagt, denne gang krigen ud og et stykke tid efter befrielsen. I disse år var elever og lærere fordelt på syv forskellige lokaliteter i København. 25. juni 1945 tog dansk militær skolen i besiddelse frem til 9. august. Militæret ønskede at beholde både skolen og de tyske bunkeranlæg, men forældre og lærere ved skolen betakkede sig. Skolen kunne dog først genåbnes 21. januar 1946, da den tyske værnemagt havde foretaget mange ændringer og slidt meget på bygninger og inventar.
Efter anden verdenskrig blev både Nyboder store og Nyboder lille bunker i 1950'erne oprettet som en kommandobunkere, men med forskellige opgaver.